# Tyler Magner
Tyler "Ty" Magner (Griffin, 3 mei 1991) is een Amerikaans wielrenner die als beroepsrenner reed voor Rally UHC Cycling.

## Carrière
In 2012 wist Magner zijn eerste profoverwinning te behalen door in de zesde etappe van de Ronde van China I in een massasprint Jack Beckinsale en Maksym Vasiljev naar de dichtste ereplaatsen te verwijzen.
Magner trouwde in december 2023 met wielrenster Alexis Ryan.

## Overwinningen
2012
6e etappe Ronde van China I
2017
1e etappe Ronde van Utah
2019
1e etappe Tour de Beauce

## Resultaten in voornaamste wedstrijden
|      | \| Jaar \| Parijs-Tours \| \| ---- \| ------------ \| \| 2019 \| opgave \| |
| Jaar | Parijs-Tours                                                               |
| 2019 | opgave                                                                     |

## Ploegen
- 2010 –  Mountain Khakis fueled by Jittery Joe's (stagiair vanaf 1-8)
- 2011 –  Team Type 1-Sanofi (stagiair vanaf 1-8)
- 2012 –  BMC-Hincapie Sportswear Development Team
- 2013 –  Hincapie Sportswear Development Team
- 2014 –  Hincapie Sportswear Development Team
- 2015 –  Hincapie Racing Team
- 2016 –  UnitedHealthcare Pro Cycling Team
- 2017 –  Holowesko-Citadel Racing p/b Hincapie Sportswear
- 2018 –  Rally Cycling
- 2019 –  Rally UHC Cycling
- 2020 –  Rally Cycling
- 2021 –  L39ion of Los Angeles

Baker · Bezdek · Brown · Clark · Cooke · Guttenplan · Hamblen · Hekman · Hoffarth · Howe · Magner (stagiair) · Marzot · Myerson · Rosskopf · Schildge · Tietzel
Bazzana · Bertogliati · Bodrogi · Bowden · Calabria · Callegarin · Dugan · Eldridge · Grendene · Ilešič · A. Jefimkin · V. Jefimkin · Kerkhof · King · Kobzarenko · Kocjan · Mejías · Melero · Reijnen · Sjmidt · Steward · Verschoor · Magner (stagiair) · Rosskopf (stagiair)
Brennan · Bryon · Carpenter · Clark · Flaksis · Hornbeck · Hough · Lewis · Magner · Schmalz · Skujiņš · Smith · Squire
Brennan · Bryon · Carpenter · Clark · Companioni · Eisenhart · Flaksis · Krasilnikaw · Lewis · Magner · Murphy · Rhim
Anderson · Anthony · Britton · Carpenter · Dal-Cin · de Vos · Ellsay · Huff · Huffman · Joyce · Magner · McNulty · Murphy · Oronte · Pate · Young